# Branchipodopsis scambus
Branchipodopsis scambus är en kräftdjursart som beskrevs av Barnard 1929. Branchipodopsis scambus ingår i släktet Branchipodopsis och familjen Branchipodidae. Inga underarter finns listade.